# Бергсмарк, Эстер Мартин
Эстер Мартин Бергсмарк (швед. Ester Martin Bergsmark, при рождении Мартин Свен Бергсмарк (швед. Martin Sven Bergsmark); род. 29 декабря 1982, Стокгольм, Швеция) — шведская трансгендерная кинематографистка: режиссёр, сценарист и оператор.

## Биография
Свен Мартин Бергсмарк родился 29 декабря 1982 года в Стокгольме (Швеция). Изучал документалистику в Biskops Arno Nordens Folkhögskola и прошёл подготовку в Шведском университетском колледже искусств, ремесел и дизайна. В 2006 году вместе с режиссером Марком Хаммарбергом поставил короткометражный фильм «Глоток» (швед. Svälj) и в 2008 документальную ленту «Мэгги в стране чудес» (швед. Maggie vaknar på balkongen), за которую получил несколько престижных кинонаград, в частности шведскую национальную кинопремию «Золотой жук» в номинации за лучший документальный фильм.
В 2009 году Бергсмарк вместе с другими режиссёрами и художниками принял участие в феминистском проекте короткометражных фильмов для сборника под названием «Грязные дневники». Сборка была создана с целью переосмысления порнографии и состоит из 12 короткометражек, в которую вошёл эпизод Бергсмарка «Кекс». В том же году, после изменений в шведском законодательстве, расширяющие права трансгендерных людей, Бергсмарк получил законное право изменить свое имя на Эстер.
В сотрудничестве с Эли Левен Эстер Бергсмарк поставила фильм «Мальчики-девочки» (швед. Pojktanten), премьера которого состоялась в феврале 2012 года на Гётеборгском кинофестивале. В 2014 году Бергсмарк и Левен переехали в Берлин, где поставили ленту «Все ломается». Фильм открывал Гётеборгский кинофестиваль 2014 года и соревновался за получение Приза «Дракон» как лучший скандинавский фильм.
В 2014 году Эстер Мартин Бергсмарк получила грант Мая Зеттерлинга, который предоставляется режиссёрам для работы над короткометражными и документальными фильмами. Грант был вручен Гётеборским кинофестивалем 24 января того же года.
В 2016 году Бергсмарк возглавила жюри конкурсной программы ЛГБТ-фильмов «Солнечный зайчик» на 46-м Киевском международном кинофестивале «Молодость».